# Ambala Sadar
Ambala Sadar là một thành phố và là nơi đặt hội đồng đô thị (municipal council) của quận Ambala thuộc bang Haryana, Ấn Độ.

## Nhân khẩu
Theo điều tra dân số năm 2001 của Ấn Độ, Ambala Sadar có dân số 106.378 người. Phái nam chiếm 52% tổng số dân và phái nữ chiếm 48%. Ambala Sadar có tỷ lệ 77% biết đọc biết viết, cao hơn tỷ lệ trung bình toàn quốc là 59,5%: tỷ lệ cho phái nam là 80%, và tỷ lệ cho phái nữ là 74%. Tại Ambala Sadar, 11% dân số nhỏ hơn 6 tuổi.